# Plaza de la Vila de Villarreal
La plaza de la Vila es la plaza principal de la Villa, recinto amurallado que rodeaba Villarreal, fundado en 1274 por el rey Jaime I. De la Villa primitiva se conservan algunas edificaciones y la mayor parte del trazado de las calles. 

## Historia

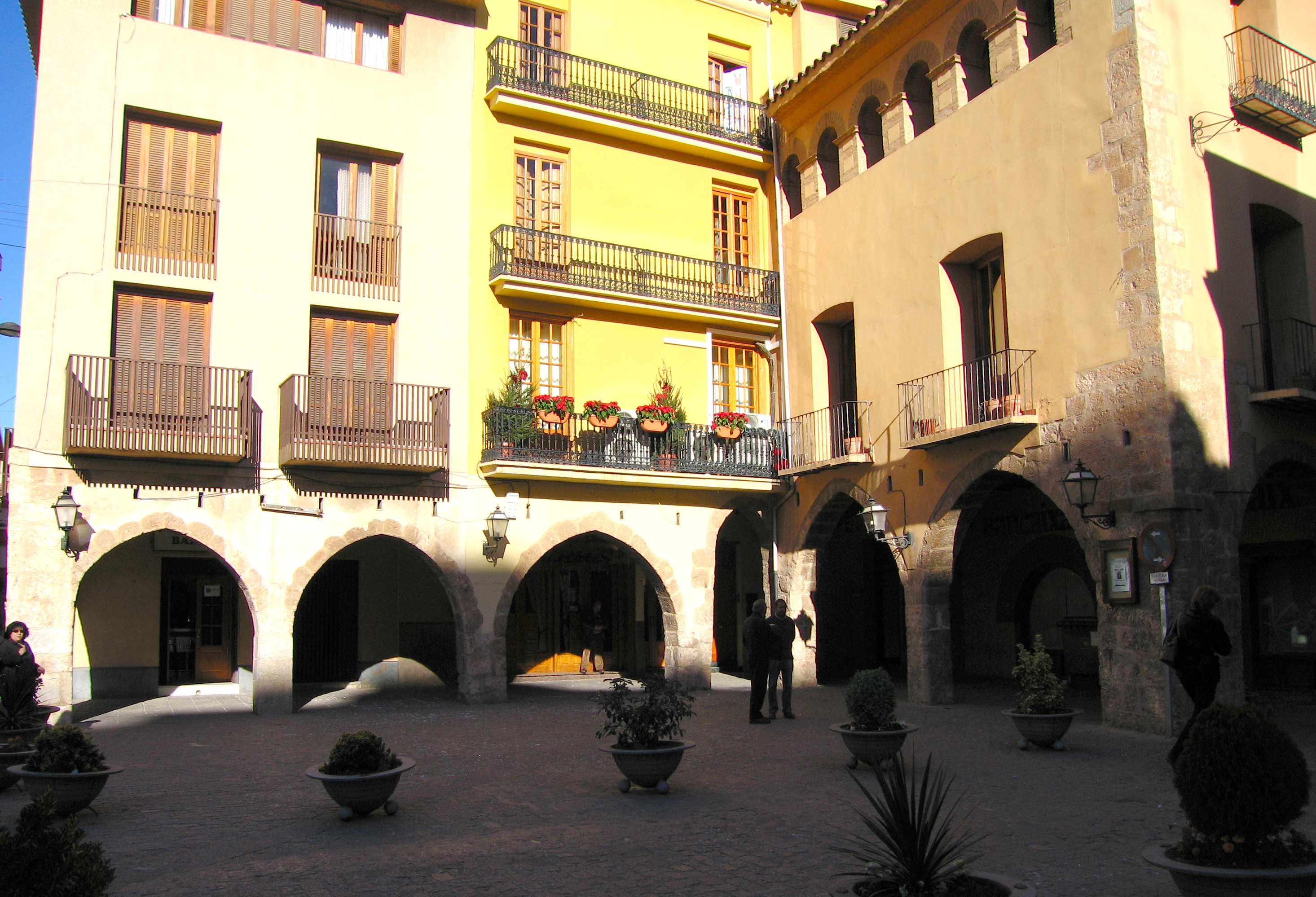
Lado NO de la actual plaza de la Villa.

La Carta Puebla o documento fundacional de Villarreal, fechado en Valencia a 20 de febrero de 1274, dice que apenas había unas alquerías diseminadas por el término, lo que confirma la voluntad real de crear una villa preconcebida y con un plano elaborado, de planta rectangular, propio del racionalismo renacentista avant la lettre. Este plano cuenta con un eje longitudinal de mayor extensión, correspondiente al camino Real de Valencia a Tortosa y Barcelona (actual calle mayor) y otro transversal, correspondiente al camino de Onda a Burriana (actuales conde de Albay y Ramón y Cajal) que se encuentran perpendicularmente y forman una plaza porticada cuadrangular: la actual plaza de la Villa. A este trazado se le añaden dos calles paralelas a la principal, la calle de Arriba (actuales San Antonio, San Roque) y el de Abajo (actuales Desamparados, Cueva Santa).
El recinto amurallado, del que queda algún tramo en la avenida de la Mura, se inició en el siglo XIV y se reforzó en el XVI; contaba con cuatro baluartes semicirculares en las esquinas que cerraban el rectángulo (torres de Martorell, Alcover, Folch Miguel y Torre Mocha, la única que se ha conservado hasta nuestros días) y de cuatro puertas fortificadas (las de Valencia, Onda, Castellón y de medio o Burriana).
El conjunto monumental de origen medieval de la plaza de la Villa se mantuvo intacto hasta el siglo XVII, cuando en el lado SO los arcos góticos fueron sustituidos por otros por la banda de la calle Mayor. Al lado SE, la casa de la Villa fue derribada en 1791 y se hizo una nueva en estilo clasicista. Hacia el 1908 se ensanchó la carretera de Onda a Burriana y los dos extremos de los arcos meridionales fueron destruidos, y finalmente todos los arcos góticos que quedaban al lado SO derribados para hacer la actual Caja Rural, con arcos clasicistas. Pero la mayor desfiguración de la plaza data del 1966, cuando uno de los cuatro lados, el SE (donde estaba el antiguo ayuntamiento, un convento de monjas dominicanas y la iglesia de Santo Domingo) fue derribado para hacer la impersonal plaza Mayor (donde está el actual ayuntamiento, edificaciones de una gran altura, la estatua de Jaime I y ahora un aparcamiento subterráneo). Esta plaza y sus edificios son una muestra de la mediocridad urbanística de la arquitectura franquista.